# ランダム・アクセス・メモリーズ
ランダム・アクセス・メモリーズ（Random Access Memories）は、ダフト・パンクのスタジオ・アルバム。

## 概要
2005年にリリースした「Human After All～原点回帰」以来のオリジナル・アルバムとなった。
ビルボード200チャートを含む、世界20か国以上でチャート1位を記録している。第56回グラミー賞では「最優秀アルバム」「ベスト・ダンス/エレクトロニカ・アルバム」「ベスト・エンジニア・アルバム」を受賞。収録曲「Get Lucky」は「年間最優秀レコード」「ベスト・ポップ・デュオ/グループ・パフォーマンス」を受賞した。
多数の賞を受賞し、ローリング・ストーン誌の「2013年度のベストアルバムトップ50」では3位、Spin誌の「スピンズ・50・ベストアルバム・2013」では19位、NME誌の「NME・50・ベストアルバム・オブ・2013」では6位。『ローリング・ストーン』誌が選んだ「歴代最高のアルバム500選」において295位に選ばれている。

## 収録曲
1. Give Life Back to Music
（作詞・作曲：Thomas Bangalter・Guy-Manuel de Homem-Christo,・Paul Jackson, Jr.・Nile Rodgers）
  - ギターにNile Rodgersが参加。2014年1月に21枚目のシングルとしてシングルカットされた。
2. The Game of Love
（作詞・作曲：Thomas Bangalter・Guy-Manuel de Homem-Christo）
3. Giorgio by Moroder
（作詞・作曲：Thomas Bangalter・Guy-Manuel de Homem-Christo・Giorgio Moroder）
  - モノローグとして音楽プロデューサーのGiorgio Moroderが参加している。
4. Within
（作詞・作曲：Thomas Bangalter・Jason "Chilly Gonzales" Beck・Guy-Manuel de Homem-Christo）
5. Instant Crush (featuring Julian Casablancas)
（作詞・作曲：Thomas Bangalter・Guy-Manuel de Homem-Christo・Julian Casablancas）
  - ボーカル・ギターとしてJulian Casablancasが参加している。2013年11月に20枚目のシングルとしてシングルカットされた。ミュージック・ビデオの監督はWarren Fuが務めている。
6. Lose Yourself to Dance (featuring Pharrell Williams)
（作詞・作曲：Thomas Bangalter・Guy-Manuel de Homem-Christo・Nile Rodgers・Pharrell Williams）
  - ボーカルとしてPharrell Williamsが参加。2013年8月に18枚目のシングルとしてシングルカットされた。
7. Touch (featuring Paul Williams)
（作詞・作曲：Thomas Bangalter・Guy-Manuel de Homem-Christo・Chris Caswell・Paul Williams）
  - ボーカルとしてPaul Williams参加。
8. Get Lucky (featuring Pharrell Williams)
（作詞・作曲：Thomas Bangalter・Guy-Manuel de Homem-Christo・Nile Rodgers・Pharrell Williams）
  - 2013年4月に17枚目のシングルとして先行発売された。Pharrellがボーカルとして、Nile Rodgersがギターで参加。グラミー賞ではこの曲で「ベスト・ポップ・デュオ/グループ・パフォーマンス」を受賞。授賞式ではPharrell、Rodgersに加え、Stevie Wonderがボーカルとして参加した。
9. Beyond
（作詞・作曲：Thomas Bangalter・Guy-Manuel de Homem-Christo・Chris Caswell・Paul Williams）
10. Motherboard
（作詞・作曲：Thomas Bangalter・Guy-Manuel de Homem-Christo）
11. Fragments of Time (featuring Todd Edwards)
（作詞・作曲：Thomas Bangalter・Guy-Manuel de Homem-Christo・Todd Imperatrice）
12. Doin' It Right (featuring Panda Bear)
（作詞・作曲：Thomas Bangalter・Guy-Manuel de Homem-Christo・Noah Lennox）
  - ボーカルとしてAnimal CollectiveのPanda Bearが参加。2013年9月に19枚目のシングルとしてシングルカットされた。
13. Contact
（作詞・作曲：Thomas Bangalter・Guy-Manuel de Homem-Christo・Stéphane Quême・Garth Porter・Tony Mitchell・Daryl Braithwaite）
14. Horizon ※日本盤ボーナス・トラック
（作詞・作曲：Thomas Bangalter・Guy-Manuel de Homem-Christo）

## 参加ミュージシャン
- Daft Punk - Vocals、Modular synthesizer、Keyboard、Guitar

### Guest Musicians
- Nile Rodgers - Guitar（#1, 6, 8）
- Chilly Gonzales - Keyboards（#1）、Piano（#4）
- Greg Leisz - Pedal steel guitar & Lap Steel Guitar（#1〜3, 7〜11, 14）
- Chris Caswell - Keyboards（#1〜3, 7〜11, 14）
- Paul Jackson, Jr. - Guitar（#1〜3, 7〜11, 14）
- Nathan East - Bass（#1〜6, 8, 11, 14）
- John "J.R." Robinson - Drums（#1〜6, 14）
- Quinn - Percussion（#1, 3〜5, 7, 10, 11）
- Giorgio Moroder - Voice（#3）
- James Genus - Bass（#3, 7, 9〜11, 8, 13）
- Omar Hakim - Drums（#3, 7〜11, 13）
- Julian Casablancas - Vocals & Guitar（#5）
- Pharrell Williams - Vocals（#6, 8）
- Paul Williams - Vocals（#7）
- Thomas Bloch - Ondes Martenot（#7）、Cristal baschet（#10）
- Todd Edwards - Vocals（#11）
- Panda Bear - Vocals（#12）
- DJ Falcon - Modular synthesizer（#13）